# 盼来沟
盼来沟，位于中华人民共和国青海省治多县西部羌塘高原地区的一条河流，发源于乌兰乌拉山，总体自东南向西北流，于明镜湖东南入湖。河流全长70千米，总落差560米，河床平均比降8.0‰，流域面积800平方千米。上游段为时令河，每年7-10月有径流形成；下游段为常年河。流域属于羌塘高寒草原半干旱气候。上游近河源区主要为岩屑坡，植被稀疏，其余地区多为高寒草原。河口发育有典型的三角洲地貌。